# Тутиков, Иван Васильевич
Иван Васильевич Тутиков (1925—1996) — советский инженер-механик и организатор производства. Организатор и первый директор Арзамасского филиала НИИ стандартизации и унификации (1963—1991). Почётный гражданин города Арзамаса (1991).

## Биография
Родился 31 мая 1925 года в городе Арзамасе, Нижегородской области в семье железнодорожников.
5 феврале 1943 года после окончания Арзамасской средней школы №3 призван в ряды Рабоче-Крестьянской Красной армии и после прохождения двухмесячных курсов в Горьковской военной школе радиосвязистов, был направлен в действующую армию,
участник Великой Отечественной войны в составе 256-й стрелковой дивизии. Воевал на Волховском и Ленинградском фронтах, как связист обеспечивал линию связи и исправлял её повреждение между подразделениями частей дивизии. 13 мая 1944 года И. В. Тутиков получил тяжёлое ранение ноги и после лечения в военных госпиталях был комиссован из рядов Советской армии как инвалид войны. За участие в войне был награждён  Орденом Отечественной война 1-й степени и Орденом Красной Звезды.
С 1945 по 1950 годы проходил обучение в Горьковском политехническом институте, после окончания которого получил специальность инженер-механика. С 1950 по 1958 годы работал мастером и старшим мастером цеха топливной аппаратуры на Челябинском тракторном заводе.
С 1958 года был направлен в город Арзамас, Горьковской области и назначен начальником цеха и заместителем главного инженера, с 1959 по 1963 годы был выбран — секретарём партийного комитета Арзамасского приборостроительного завода.
С 1963 по 1991 годы, в течение двадцати восьми лет, И. В. Тутиков, руководил строительством и после окончания строительства возглавлял Арзамасский филиал Научно-исследовательского института стандартизации и унификации. 26 апреля 1971 года Указом Президиума Верховного Совета СССР «за организацию и завершение строительства АФ НИИ стандартизации и унификации» Иван Васильевич Тутиков был награждён  Орденом Ленина.
Помимо основной деятельности И. В. Тутиков  избирался депутатом и был руководителем постоянной комиссии по промышленности исполнительного комитета Арзамасского городского Совета народных депутатов, и членом Арзамасского ГК КПСС.
5 июля 1991 года «За выдающиеся заслуги перед городом Арзамасом и за добросовестный труд на поприще партийной и хозяйственной работы в городе Арзамасе, с которым связано более трех десятилетий плодотворной трудовой деятельности»  И. В. Тутикову было присвоено почётное звание — Почётный гражданин города Арзамаса.
Скончался 20 апреля 1996 года в городе Арзамасе.

## Награды
- Орден Ленина (26.04.1971)
- Ордена Отечественной война I степени
- Орден Красной Звезды
- Медаль «В ознаменование 100-летия со дня рождения Владимира Ильича Ленина»
- Медаль «За оборону Ленинграда»
- Медаль «За победу над Германией в Великой Отечественной войне 1941—1945 гг.»

### Звания
- Почётный гражданин города Арзамаса (5.07.1991 № 146[2])